# What's Wrong with Secretary Kim
What's Wrong with Secretary Kim? (hangul: 김비서가 왜 그럴까; rr: Kimbiseoga wae geureolkka) é uma série de televisão sul-coreana estrelada por Park Seo-joon e Park Min-young. É baseada na novela homônima por Jung Kyung-yoon, que foi publicada pela primeira vez em 2013, que foi então serializada em quadrinhos em 2015 através do KakaoPage. A série foi ao ar na tvN entre 6 de junho a 26 de julho de 2019, sendo exibida todas as quartas e quintas, totalizando 16 episódios.

## Enredo
A série gira em torno do presidente narcisista de uma grande corporação, Lee Young-joon, e sua altamente capacitada secretária, Kim Mi-so. Mal-entendidos surgem quando ela anuncia que vai renunciar de sua posição, depois de trabalhar para Lee Young-joon por nove anos.

## Elenco

### Elenco principal
- Park Seo-joon como Lee Young-joon[5][6]
  - Moon Woo-jin como Lee Young-joon (jovem)[7]

Presidente e vice-presidente do Grupo Yumyeon. Ele é bonito e capaz, mas seu narcisismo torna difícil para Mi-so trabalhar com ele. Mais tarde ele desenvolve fortes sentimentos em relação a Mi-so depois de perceber que ele pode perdê-la.
- Park Min-young como Kim Mi-so[8][9]
  - Kim Ji-yoo como Kim Mi-so (jovem)

Uma secretária altamente qualificada que trabalha com Young-joon há nove anos. Ela logo retribui os sentimentos de Young-joon depois de perceber que ele era parte de sua infância.

### Elenco de apoio

#### Pessoas em torno de Lee Young-joon
- Lee Tae-hwan como Lee Sung-yeon/Morpheus[10]
  - Bae Gang-yoo como Lee Sung-yeon (jovem)

Irmão mais velho de Young-joon e um autor famoso. Ele tem uma queda por Mi-so
- Kim Byeong-ok como presidente Lee[11]
  - Go Se-won como presidente Lee (jovem)[12]

O pai de Young-joon e Sung-yeon. Presidente do Grupo Yumyeon.
- Kim Hye-ok as Madame Choi[11]
  - Lee Soo-kyung como Madame Choi (jovem)[12]

A mãe de Young-joon e Sung-yeon.

#### Família de Mi-so
- Baek Eun-hye como Kim Pil-nam, irmã mais velha de Mi-so
- Heo Sun-mi como Kim Mal-hee, segunda irmã mais velha de Mi-so[13]
- Jo Deok-hyun como pai de Mi-so

#### Grupo Yumyeon
- Kang Ki-young como Park Yoo-sik[14]

Diretor do Grupo Yumyeon. O melhor amigo de Young-joon. Fornece Young-joon com muitos conselhos.
- Hwang Chan-sung como Go Gwi-nam[14]

Empregado do Yumyeon Group. Ele é conhecido por sua aparência bonita, educação de elite, sendo um workaholic e extrema frugalidade.
- Pyo Ye-jin como Kim Ji-a[14]

Uma secretária novata sob Mi-so.
- Kim Ye-won como Sul Ma-eum[14]

A secretária de Yoo-sik, que tem uma personalidade desajeitada.
- Hwang Bo-ra como Bong Se-ra[15]

A Chefe da equipe de Chi-in, que inicialmente cobiçava o cargo vago de secretária do vice-presidente, e inicialmente tinha uma queda por Gwi-nam.
- Lee Yoo-joon como Jung Chi-in[16]

O Líder de equipe no gabinete do Vice-Presidente, que frequentemente organiza reuniões após o trabalho.
- Lee Jung-min como Lee Young-ok[16]

A membro da equipe Chi-in, que segue rigorosamente uma dieta alimentar.
- Kim Jung-woon como Park Joon-hwan[16]

O membro da equipe de Chi-in, que usa óculos e se gaba de sua formação universitária.
- Kang Hong-suk como Yang Cheol[16]

O secretário e motorista do Vice-Presidente, é um homem de poucas palavras. Ele acaba resgatando Se-ra várias vezes.
- Bae Hyun-sung como Yun-sung Bae, um estagiário.

#### Participações especiais
- Hong Ji-yoon como Oh Ji-ran, uma modelo famosa e ex-namorada de Young-joon (Ep. 1-3 e 16)[17]
- Choi Na-mu como mulher na festa da Embaixada Espanhola (Ep. 1)
- Shin Joo-yeon como uma amiga de Kim Mi-so (Ep. 1)
- Park Byung-eun como Park Byung-eun, encontro às cegas de Kim Mi-so (Ep. 3)[18]
- Lee Do-yeon como uma repórter que entrevistou Morpheus (Ep. 4)
- Lee Chang como diretor do Art Center (Ep. 4)

- Choi Hee como a apresentadora do encontro do livro (Ep. 8)

- Jung Soo-young como funcionária da agência (Ep. 9)
- Michal Ashminov como chef de um restaurante (Ep. 9)
- Seo Hyo-rim como Choi Seo-jin, ex-esposa de Park Yoo-sik (Ep. 9, 11–12 e 16)[19]
- Lee Min-ki como o pai de Mi-so quando criança (Ep. 10)[20]
- Jung So-min como a mãe de Mi-so quando criança (Ep. 10)[20]

- Choi Hyun-woo como um mágico (Ep. 10)
- Son Seong-yoon como a sequestradora (Ep. 11–12)
- Gil Hae-yeon como uma mulher na vaga reservada (Ep. 12)
- Jung Woo-suk como o psiquiatra (Ep. 12)
- Park Na-rae como uma demônio obscena (voz) (Ep. 13)
- Jung Yu-mi como Jung Yu-mi, uma amiga de infância e ex-colega de classe de Lee Young-joon (Ep. 14)[21]
- Kim Ga-yeon e Lee Se-young como as funcionárias que falaram de Kim Mi-so pelas costas (Ep. 14)
- Lee Byung-joon como o designer de vestidos de noiva (Ep. 16)

## Produção

### Desenvolvimento
Grande parte do estilo visual dos protagonistas da série fez referência à versão em quadrinhos, incluindo os designs das roupas e as imitações das poses nas capas da HQ na hora da divulgação das fotos e material publicitário da série.
A primeira leitura do roteiro foi realizada em 10 de abril de 2018, no Studio Dragon, em Sangam-dong, Seul.
A Maserati Coreia forneceu os carros de Lee Young-joon, Lee Sung-yeon e dos funcionários do Yumyong Group. Os carros apresentados no show incluem um Maserati Ghibli (dirigido por Yoo-sik), um Maserati Levante (dirigido por Sung-yeon), um Maserati GranCabrio (dirigido por Young-joon) e um Maserati Quattroporte (dirigido por Young-joon).

### Divulgação
Uma coletiva de imprensa foi realizada no dia 30 de maio de 2018, na Times Square, em Seul, com a presença do elenco principal e da equipe técnica.

## Trilha sonora

#### OST Parte 1
| Lançado em 14 de junho de 2018 |                      |                                         |         |  |
| N.º                            | Título               | Artista                                 | Duração |  |
| 1.                             | "Love Virus"         | Kihyun (Monsta X), SeolA (Cosmic Girls) | 03:27   |  |
| 2.                             | "Love Virus (Inst.)" |                                         | 03:27   |  |
| Duração total:                 | Duração total:       | Duração total:                          | 06:54   |  |

#### OST Parte 2
| Lançado em 20 de junho de 2018 |                    |                |         |  |
| N.º                            | Título             | Artista        | Duração |  |
| 1.                             | "It's You"         | Jeong Se-woon  | 03:39   |  |
| 2.                             | "It's You (Inst.)" |                | 03:39   |  |
| Duração total:                 | Duração total:     | Duração total: | 07:18   |  |

#### OST Parte 3
| Lançado em 21 de junho de 2018 |                    |                |         |  |
| N.º                            | Título             | Artista        | Duração |  |
| 1.                             | "Wanna Be"         | GFriend        | 03:09   |  |
| 2.                             | "Wanna Be (Inst.)" |                | 03:09   |  |
| Duração total:                 | Duração total:     | Duração total: | 06:18   |  |

#### OST Parte 4
| Lançado em 27 de junho de 2018 |                                                      |                         |         |  |
| N.º                            | Título                                               | Artista                 | Duração |  |
| 1.                             | "Just A Little Bit More" (조금만 더)                 | Jinho (Pentagon), Rothy | 03:25   |  |
| 2.                             | "Just A Little Bit More (Inst.)" (조금만 더 (Inst.)) |                         | 03:25   |  |
| Duração total:                 | Duração total:                                       | Duração total:          | 06:50   |  |

#### OST Parte 5
| Lançado em 28 de junho de 2018 |                                                          |                |         |  |
| N.º                            | Título                                                   | Artista        | Duração |  |
| 1.                             | "Because I Only See You" (그대만 보여서)                 | Kim Na-young   | 03:40   |  |
| 2.                             | "Because I Only See You (Inst.)" (그대만 보여서 (Inst.)) |                | 03:40   |  |
| Duração total:                 | Duração total:                                           | Duração total: | 07:20   |  |

#### OST Parte 6
| Lançado em 4 de julho de 2018 |                                                  |                |         |  |
| N.º                           | Título                                           | Artista        | Duração |  |
| 1.                            | "Why Am I Like This" (왜 이럴까)                 | Lee Da-yeon    | 02:40   |  |
| 2.                            | "Why Am I Like This (Inst.)" (왜 이럴까 (Inst.)) |                | 02:40   |  |
| Duração total:                | Duração total:                                   | Duração total: | 05:20   |  |

#### OST Parte 7
| Lançado em 5 de julho de 2018 |                                     |                |         |  |
| N.º                           | Título                              | Artista        | Duração |  |
| 1.                            | "In The End" (토로)                 | Yun Ddan Ddan  | 04:25   |  |
| 2.                            | "In The End (Inst.)" (토로 (Inst.)) |                | 04:25   |  |
| Duração total:                | Duração total:                      | Duração total: | 08:50   |  |

#### OST Parte 8
| Lançado em 12 de julho de 2018 |                                                                      |                     |         |  |
| N.º                            | Título                                                               | Artista             | Duração |  |
| 1.                             | "Words Being Said For The First Time" (처음 하는 말)                 | Song Yuvin (Myteen) | 03:56   |  |
| 2.                             | "Words Being Said For The First Time (Inst.)" (처음 하는 말 (Inst.)) |                     | 03:56   |  |
| Duração total:                 | Duração total:                                                       | Duração total:      | 07:52   |  |

| Disco 2:       |                                |                 |         |  |
| N.º            | Título                         | Artista         | Duração |  |
| 1.             | "Secretary (Tema de Abertura)" | Vários Artistas | 1:49    |  |
| 2.             | "Alsong Big Band"              | Vários Artistas | 1:53    |  |
| 3.             | "Art of Love"                  | Vários Artistas | 3:02    |  |
| 4.             | "Baby Elephant"                | Vários Artistas | 2:17    |  |
| 5.             | "Big Bean"                     | Vários Artistas | 2:28    |  |
| 6.             | "Edge"                         | Vários Artistas | 2:08    |  |
| 7.             | "Funny Sunny"                  | Vários Artistas | 1:26    |  |
| 8.             | "Gaint Food"                   | Vários Artistas | 1:43    |  |
| 9.             | "Groove Company"               | Vários Artistas | 1:21    |  |
| 10.            | "Kim Possible"                 | Vários Artistas | 1:47    |  |
| 11.            | "Lonely Boss"                  | Vários Artistas | 1:59    |  |
| 12.            | "Lovely Girl"                  | Vários Artistas | 1:31    |  |
| 13.            | "Loving You"                   | Vários Artistas | 3:19    |  |
| 14.            | "Mad Walk"                     | Vários Artistas | 2:43    |  |
| 15.            | "Man in Black"                 | Vários Artistas | 2:43    |  |
| 16.            | "New Recruit"                  | Vários Artistas | 1:48    |  |
| 17.            | "Nothing to Lose"              | Vários Artistas | 3:02    |  |
| 18.            | "Old Story"                    | Vários Artistas | 2:40    |  |
| 19.            | "Pacific"                      | Vários Artistas | 1:58    |  |
| 20.            | "Squeeze"                      | Vários Artistas | 1:29    |  |
| 21.            | "Tambara"                      | Vários Artistas | 1:46    |  |
| 22.            | "Think Srtings"                | Vários Artistas | 3:04    |  |
| 23.            | "Tempest"                      | Vários Artistas | 2:36    |  |
| 24.            | "Why Brass Mind"               | Vários Artistas | 3:32    |  |
| 25.            | "Why Chomic Lim"               | Vários Artistas | 2:40    |  |
| 26.            | "Why Slow Piano Mode"          | Vários Artistas | 3:21    |  |
| Duração total: | Duração total:                 | Duração total:  | 58:05   |  |

## Audiência
| Temporada | Temporada | Ep. 1 | Ep. 2 | Ep. 3 | Ep. 4 | Ep. 5 | Ep. 6 | Ep. 7 | Ep. 8 | Ep. 9 | Ep. 10 | Ep. 11 | Ep. 12 | Ep. 13 | Ep. 14 | Ep. 15 | Ep. 16 | Audiência |
| --------- | --------- | ----- | ----- | ----- | ----- | ----- | ----- | ----- | ----- | ----- | ------ | ------ | ------ | ------ | ------ | ------ | ------ | --------- |
|           | 1         | 1.510 | 1.480 | 2.002 | 1.727 | 1.783 | 1.897 | 1.926 | 2.058 | 2.002 | 2.231  | 2.383  | 2.348  | 2.094  | 2.234  | 2.014  | 2.348  | 2.002     |

| Episódio | Data de transmissão original | Audiência média | Audiência média | Audiência média    | Audiência média |
| Episódio | Data de transmissão original | AGB Nielsen     | AGB Nielsen     | Classificação TNmS |                 |
| Episódio | Data de transmissão original | Em todo o país  | Seul            | Classificação TNmS |                 |
| --- | ---------------------------- | --------------- | --------------- | ------------------ | --------------- |
| 1 | 6 de junho de 2018           | 5.757%          | 6.446%          | 6.3%               |                 |
| 2 | 7 de junho de 2018           | 5.403%          | 5.529%          | 5.6%               |                 |
| 3 | 13 de junho de 2018          | 6.950%          | 8.252%          | 8.3%               |                 |
| 4 | 14 de junho de 2018          | 6.379%          | 6.945%          | 6.3%               |                 |
| 5 | 20 de junho de 2018          | 6.855%          | 7.500%          | 7.0%               |                 |
| 6 | 21 de junho de 2018          | 7.687%          | 8.554%          | 7.7%               |                 |
| 7 | 27 de junho de 2018          | 7.281%          | 8.201%          | 8.5%               |                 |
| 8 | 28 de junho de 2018          | 8.120%          | 9.326%          | 8.3%               |                 |
| 9 | 4 de julho de 2018           | 7.767%          | 9.428%          | 8.8%               |                 |
| 10 | 5 de julho de 2018           | 8.403%          | 9.545%          | 9.2%               |                 |
| 11 | 11 de julho de 2018          | 8.665%          | 10.565%         | 10.6%              |                 |
| 12 | 12 de julho de 2018          | 8.393%          | 10.052%         | 9.7%               |                 |
| 13 | 18 de julho de 2018          | 7.673%          | 8.717%          | 8.7%               |                 |
| 14 | 19 de julho de 2018          | 8.100%          | 9.506%          | 9.2%               |                 |
| 15 | 25 de julho de 2018          | 7.107%          | 7.725%          | 8.0%               |                 |
| 16 | 26 de julho de 2018          | 8.602%          | 10.001%         | 9.8%               |                 |
| Média | Média                        | 7.446%          | 8.518%          | 8.3%               |                 |
| - Na tabela acima, os números azuis representam as mais baixas classificações e os números vermelhos representam as classificações mais elevadas. - Este drama foi transmitido por um canal de televisão por assinatura, que normalmente tem um público relativamente menor em comparação com as emissoras de televisão abertas (KBS, SBS, MBC e EBS). |                              |                 |                 |                    |                 |

## Prêmios e indicações
| Ano  | Prêmio                   | Categoria                                         | Trabalho nomeado                        | Resultado | Ref.          |
| ---- | ------------------------ | ------------------------------------------------- | --------------------------------------- | --------- | ------------- |
| 2018 | 11º Korea Drama Awards   | Prêmio de Alta Excelência, Ator                   | Park Seo-joon                           | Indicado  | [ 33 ] [ 34 ] |
| 2018 | 11º Korea Drama Awards   | Prêmio de Excelência, Ator                        | Hwang Chan-sung                         | Venceu    | [ 33 ] [ 34 ] |
| 2018 | 11º Korea Drama Awards   | Hallyu Star Award                                 | Hwang Chan-sung                         | Venceu    | [ 33 ] [ 34 ] |
| 2018 | 11º Korea Drama Awards   | Prémio de Personagem Popular - Feminino           | Pyo Ye-jin                              | Venceu    | [ 33 ] [ 34 ] |
| 2018 | 11º Korea Drama Awards   | Melhor Trilha Sonora                              | "Because I Only See You" (Kim Na-young) | Indicado  | [ 33 ] [ 34 ] |
| 2018 | 6º APAN Star Awards      | Prêmio de Alta Excelência, Ator em uma Minissérie | Park Seo-joon                           | Indicado  | [ 35 ] [ 36 ] |
| 2018 | 6º APAN Star Awards      | Prêmio de Excelência, Atriz em uma Minissérie     | Park Min-young                          | Indicado  | [ 35 ] [ 36 ] |
| 2018 | 6º APAN Star Awards      | Prêmio K-Star, Ator                               | Park Seo-joon                           | Indicado  | [ 35 ] [ 36 ] |
| 2018 | 6º APAN Star Awards      | Prêmio K-Star, Atriz                              | Park Min-young                          | Indicado  | [ 35 ] [ 36 ] |
| 2019 | 14º Annual Soompi Awards | Melhor Atriz do Ano                               | Park Min-young                          | Venceu    | [ 37 ]        |
| 2019 | 14º Annual Soompi Awards | Melhor Ator do Ano                                | Park Seo-joon                           | Indicado  | [ 37 ]        |
| 2019 | 14º Annual Soompi Awards | Melhor Casal                                      | Park Seo-joon e Park Min-young          | Indicado  | [ 37 ]        |

## Adaptação
Em novembro de 2023, a ABS-CBN anunciou um remake filipino da série, estrelada por Kim Chiu e Paulo Avelino. Estreou em 18 de março de 2024 na plataforma de streaming Viu.
A Tailândia produzirá uma adaptação da série com estreia prevista para 2024.